# PHOX2A
PHOX2A‏ (Paired like homeobox 2a) هوَ بروتين يُشَفر بواسطة جين PHOX2A في الإنسان.